# Ola Humphrey
Ola Humphrey (nacida Pearl Ola Jane Humphrey; 16 de julio de 1875 – 1948) fue una actriz estadounidense que trabajo en teatro y en películas mudas.

## Primeros años
Ola Humphrey nació el 16 de julio de 1875 en Iowa con el nombre de Pearl Ola Jane Humphrey  y dio la impresión de haberse criado casi por completo en Oakland, California; algunas fuentes incluso lo mencionan como su lugar de nacimiento. Sin embargo, era una adolescente cuando la familia se trasladó a Oakland, probablemente en 1891. Ola dio como año de nacimiento 1884, pero las cifras del censo establecen que fue 1875. Se graduó en 1893 en el Snell Seminary de Oakland, donde destacó por su habilidad para la recitación dramática, y en 1894 asistió a la Emerson School of Oratory de Boston, Massachusetts, tras lo cual comenzó su carrera profesional. Era hija de Thomas Marshall Humphrey y Minnie J. Paschal Humphrey. Su padre era vendedor de muebles en San Francisco. Su hermano Orral Humphrey fue actor y director de cine.

## Carrera

Ola Humphrey, en un periódico de 1911.

Humphrey actuó en compañías teatrales de Australia, Nueva Zelanda, y Gran Bretaña, en The Empress, The Prodigal Son (1906), The Little Gray Lady (1906), The Scarlet Pimpernel, The Second Mrs. Tanqueray, The Thief, y Another Woman's Window (1918), entre otras. Apareció en tres películas mudas: Under the Crescent (1915, hoy perdida; una versión muy ficcionalizada y por entregas de la propia historia de Humphrey, escrita por Nell Shipman). El primero de seis capítulos de dos rollos se tituló The Purple Iris. Otras películas fueron Missing (1918) y Coax Me (1919).

## Vida personal
Ola Humphrey se casó tres veces. Su primer esposo fue Edwin Mordant, también actor; se divorciaron. Mientras actuaba en los escenarios londinenses, llamó la atención del príncipe Ibrahim Hassan, primo de Abbas II de Egipto. Su matrimonio, celebrado en 1911 en un registro civil de Londres, fue presenciado por el vicecónsul estadounidense Richard Westacott (1849–1922) y el conde de Nevers. Sin embargo, el matrimonio fracasó pronto y se separaron; la complicada cuestión del divorcio se resolvió cuando ella enviudó en 1918 (aunque sus problemas legales relacionados con el matrimonio continuaron al menos hasta 1923). En 1920 se volvió a casar con John Henry Broadwood, un oficial militar inglés. Viuda de nuevo, vivió en Los Ángeles en 1935 y donó objetos egipcios al Museo de Arte del Condado de Los Ángeles. Más tarde, vivió en un apartamento de Nueva York, y sus familiares perdieron o retuvieron su fortuna. Ola Humphrey murió en California en 1948, a la edad de 73 años.